# Bad (single van Michael Jackson)
Bad is een nummer van Michael Jackson uit 1987, afkomstig van zijn gelijknamige album Bad. In de Verenigde Staten was het de tweede van vijf nummer 1-hits van dat album. Ook in Nederland kwam het nummer op de eerste plaats, al was het hier de tweede van “slechts” drie nummer 1-hits in de top 40. In totaal was het in Nederland zijn vijfde nummer 1-hit (na One Day in Your Life, Beat It, Wanna Be Startin' Somethin' en I Just Can't Stop Loving You).
Oorspronkelijk wilde Jackson dit nummer als een duet zingen met zijn rivaal Prince. Uiteindelijk weigerde Prince omdat hij het nummer niet goed vond en vooral de eerste regel “your butt is mine” te dubbelzinnig vond klinken. Jackson wilde zijn tekst niet aanpassen en het plan ging niet door.

## Videoclip
De videoclip van het nummer werd geregisseerd door Martin Scorsese en was geïnspireerd door de film West Side Story. De 18 minuten durende clip begint met een lange proloog in zwart-wit waarbij Michael een brave scholier speelt die per bus terugkeert van school. Nadat hij even thuis is geweest en zijn ouders de deur uit blijken te zijn gaat hij terug naar buiten. In een steegje ontmoet hij zijn vrienden met wie hij een avondje doorbrengt. Eerst schieten ze goed op, maar geleidelijk aan ontstaat er een discussie dat Michael niet meer zoals vroeger is. Als Michael weigert een man te overvallen in een metrostation bevestigt dit alleen maar hun mening. Michael wordt kwaad en de film schakelt over van zwart-wit naar kleur. Ineens is Michael volledig in zwart leer gekleed en omringd door andere straatrebellen. Het nummer begint en er wordt veel gedanst. Na afloop geven Michaels vrienden toe dat hij inderdaad "bad" is en heeft hij hun respect gewonnen.
In de clip is ook de (dan nog onbekende) acteur Wesley Snipes te zien.

## Hitlijsten
Bad was dus de tweede nummer 1-single van zijn album Bad in de Verenigde Staten, maar ook in Nederland en België. In Amerika stond het nummer twee weken op 1, in Nederland een.

## Live
Het nummer Bad is live uitgevoerd tijdens alle concerten van de Bad Tour en de eerste concerten van de Dangerous Tour. Altijd werd het nummer 100% live gebracht, en ging het gepaard met ingewikkelde dansen. Jackson verlengde het nummer live nogal eens, waarbij hij het einde van de albumversie veranderde.

## Trivia

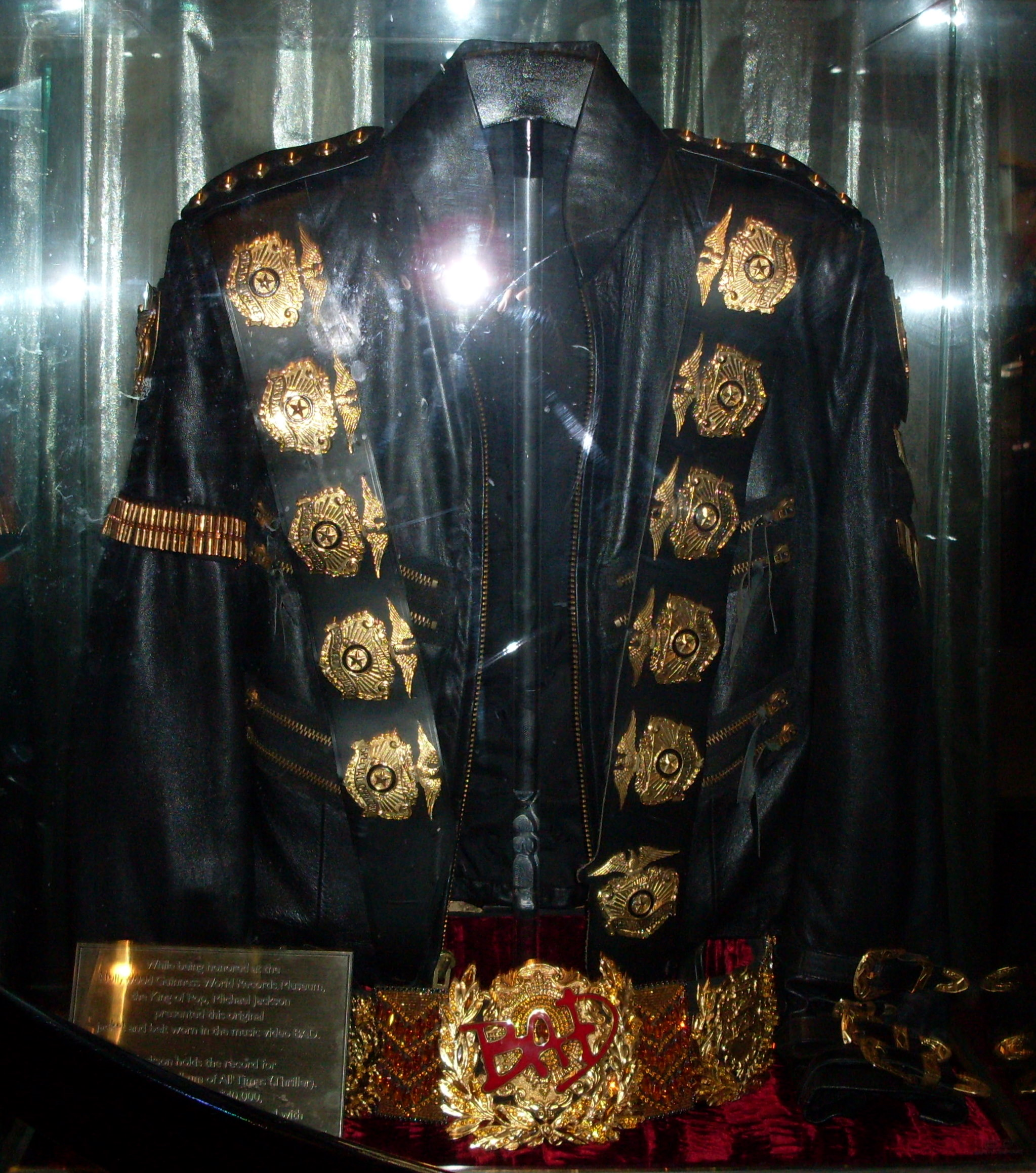
De jas en riem van Jackson die hij droeg in de videoclip van Bad.

- Weird Al Yankovic parodieërde het nummer als "Fat".
- Tricky gebruikt een sample uit het nummer voor zijn nummer Brand New You're Retro (1995).

## Hitnoteringen

### Nederlandse Top 40
| Hitnotering: 19-09-1987 t/m 14-11-1987 | Hitnotering: 19-09-1987 t/m 14-11-1987 | Hitnotering: 19-09-1987 t/m 14-11-1987 | Hitnotering: 19-09-1987 t/m 14-11-1987 | Hitnotering: 19-09-1987 t/m 14-11-1987 | Hitnotering: 19-09-1987 t/m 14-11-1987 | Hitnotering: 19-09-1987 t/m 14-11-1987 | Hitnotering: 19-09-1987 t/m 14-11-1987 | Hitnotering: 19-09-1987 t/m 14-11-1987 | Hitnotering: 19-09-1987 t/m 14-11-1987 | Hitnotering: 19-09-1987 t/m 14-11-1987 |
| Week                                   | 1                                      | 2                                      | 3                                      | 4                                      | 5                                      | 6                                      | 7                                      | 8                                      | 9                                      |                                        |
| -------------------------------------- | -------------------------------------- | -------------------------------------- | -------------------------------------- | -------------------------------------- | -------------------------------------- | -------------------------------------- | -------------------------------------- | -------------------------------------- | -------------------------------------- | -------------------------------------- |
| Nummer                                 | 24                                     | 5                                      | 1                                      | 2                                      | 2                                      | 3                                      | 6                                      | 13                                     | 27                                     | uit                                    |

### Nationale Hitparade Top 100
| Hitnotering week 1 t/m 15: 12-09-1987 t/m 19-12-1987 Hitnotering week 16 t/m 18: 25-03-2006 t/m 08-04-2006 Hitnotering week 19 t/m 22: 04-07-2009 t/m 25-07-2009 | Hitnotering week 1 t/m 15: 12-09-1987 t/m 19-12-1987 Hitnotering week 16 t/m 18: 25-03-2006 t/m 08-04-2006 Hitnotering week 19 t/m 22: 04-07-2009 t/m 25-07-2009 | Hitnotering week 1 t/m 15: 12-09-1987 t/m 19-12-1987 Hitnotering week 16 t/m 18: 25-03-2006 t/m 08-04-2006 Hitnotering week 19 t/m 22: 04-07-2009 t/m 25-07-2009 | Hitnotering week 1 t/m 15: 12-09-1987 t/m 19-12-1987 Hitnotering week 16 t/m 18: 25-03-2006 t/m 08-04-2006 Hitnotering week 19 t/m 22: 04-07-2009 t/m 25-07-2009 | Hitnotering week 1 t/m 15: 12-09-1987 t/m 19-12-1987 Hitnotering week 16 t/m 18: 25-03-2006 t/m 08-04-2006 Hitnotering week 19 t/m 22: 04-07-2009 t/m 25-07-2009 | Hitnotering week 1 t/m 15: 12-09-1987 t/m 19-12-1987 Hitnotering week 16 t/m 18: 25-03-2006 t/m 08-04-2006 Hitnotering week 19 t/m 22: 04-07-2009 t/m 25-07-2009 | Hitnotering week 1 t/m 15: 12-09-1987 t/m 19-12-1987 Hitnotering week 16 t/m 18: 25-03-2006 t/m 08-04-2006 Hitnotering week 19 t/m 22: 04-07-2009 t/m 25-07-2009 | Hitnotering week 1 t/m 15: 12-09-1987 t/m 19-12-1987 Hitnotering week 16 t/m 18: 25-03-2006 t/m 08-04-2006 Hitnotering week 19 t/m 22: 04-07-2009 t/m 25-07-2009 | Hitnotering week 1 t/m 15: 12-09-1987 t/m 19-12-1987 Hitnotering week 16 t/m 18: 25-03-2006 t/m 08-04-2006 Hitnotering week 19 t/m 22: 04-07-2009 t/m 25-07-2009 | Hitnotering week 1 t/m 15: 12-09-1987 t/m 19-12-1987 Hitnotering week 16 t/m 18: 25-03-2006 t/m 08-04-2006 Hitnotering week 19 t/m 22: 04-07-2009 t/m 25-07-2009 | Hitnotering week 1 t/m 15: 12-09-1987 t/m 19-12-1987 Hitnotering week 16 t/m 18: 25-03-2006 t/m 08-04-2006 Hitnotering week 19 t/m 22: 04-07-2009 t/m 25-07-2009 | Hitnotering week 1 t/m 15: 12-09-1987 t/m 19-12-1987 Hitnotering week 16 t/m 18: 25-03-2006 t/m 08-04-2006 Hitnotering week 19 t/m 22: 04-07-2009 t/m 25-07-2009 | Hitnotering week 1 t/m 15: 12-09-1987 t/m 19-12-1987 Hitnotering week 16 t/m 18: 25-03-2006 t/m 08-04-2006 Hitnotering week 19 t/m 22: 04-07-2009 t/m 25-07-2009 | Hitnotering week 1 t/m 15: 12-09-1987 t/m 19-12-1987 Hitnotering week 16 t/m 18: 25-03-2006 t/m 08-04-2006 Hitnotering week 19 t/m 22: 04-07-2009 t/m 25-07-2009 | Hitnotering week 1 t/m 15: 12-09-1987 t/m 19-12-1987 Hitnotering week 16 t/m 18: 25-03-2006 t/m 08-04-2006 Hitnotering week 19 t/m 22: 04-07-2009 t/m 25-07-2009 | Hitnotering week 1 t/m 15: 12-09-1987 t/m 19-12-1987 Hitnotering week 16 t/m 18: 25-03-2006 t/m 08-04-2006 Hitnotering week 19 t/m 22: 04-07-2009 t/m 25-07-2009 | Hitnotering week 1 t/m 15: 12-09-1987 t/m 19-12-1987 Hitnotering week 16 t/m 18: 25-03-2006 t/m 08-04-2006 Hitnotering week 19 t/m 22: 04-07-2009 t/m 25-07-2009 | Hitnotering week 1 t/m 15: 12-09-1987 t/m 19-12-1987 Hitnotering week 16 t/m 18: 25-03-2006 t/m 08-04-2006 Hitnotering week 19 t/m 22: 04-07-2009 t/m 25-07-2009 | Hitnotering week 1 t/m 15: 12-09-1987 t/m 19-12-1987 Hitnotering week 16 t/m 18: 25-03-2006 t/m 08-04-2006 Hitnotering week 19 t/m 22: 04-07-2009 t/m 25-07-2009 | Hitnotering week 1 t/m 15: 12-09-1987 t/m 19-12-1987 Hitnotering week 16 t/m 18: 25-03-2006 t/m 08-04-2006 Hitnotering week 19 t/m 22: 04-07-2009 t/m 25-07-2009 | Hitnotering week 1 t/m 15: 12-09-1987 t/m 19-12-1987 Hitnotering week 16 t/m 18: 25-03-2006 t/m 08-04-2006 Hitnotering week 19 t/m 22: 04-07-2009 t/m 25-07-2009 | Hitnotering week 1 t/m 15: 12-09-1987 t/m 19-12-1987 Hitnotering week 16 t/m 18: 25-03-2006 t/m 08-04-2006 Hitnotering week 19 t/m 22: 04-07-2009 t/m 25-07-2009 | Hitnotering week 1 t/m 15: 12-09-1987 t/m 19-12-1987 Hitnotering week 16 t/m 18: 25-03-2006 t/m 08-04-2006 Hitnotering week 19 t/m 22: 04-07-2009 t/m 25-07-2009 | Hitnotering week 1 t/m 15: 12-09-1987 t/m 19-12-1987 Hitnotering week 16 t/m 18: 25-03-2006 t/m 08-04-2006 Hitnotering week 19 t/m 22: 04-07-2009 t/m 25-07-2009 | Hitnotering week 1 t/m 15: 12-09-1987 t/m 19-12-1987 Hitnotering week 16 t/m 18: 25-03-2006 t/m 08-04-2006 Hitnotering week 19 t/m 22: 04-07-2009 t/m 25-07-2009 | Hitnotering week 1 t/m 15: 12-09-1987 t/m 19-12-1987 Hitnotering week 16 t/m 18: 25-03-2006 t/m 08-04-2006 Hitnotering week 19 t/m 22: 04-07-2009 t/m 25-07-2009 |
| Week | 1 | 2 | 3 | 4 | 5 | 6 | 7 | 8 | 9 | 10 | 11 | 12 | 13 | 14 | 15 | | 16 | 17 | 18 | | 19 | 20 | 21 | 22 | |
| --- | --- | --- | --- | --- | --- | --- | --- | --- | --- | --- | --- | --- | --- | --- | --- | --- | --- | --- | --- | --- | --- | --- | --- | --- | --- |
| Nummer | 84 | 11 | 1 | 1 | 2 | 2 | 4 | 5 | 10 | 20 | 24 | 39 | 55 | 58 | 81 | uit | 27 | 56 | 89 | uit | 56 | 53 | 55 | 85 | uit |

### NPO Radio 2 Top 2000
| Nummer met noteringen in de NPO Radio 2 Top 2000 | '00  | '01 | '02  | '03  | '04  | '05  | '06  | '07 | '08  | '09 | '10 | '11  | '12 | '13  | '14  | '15  | '16  | '17  | '18 | '19  | '20  | '21  | '22  | '23  | '24  |
| ------------------------------------------------ | ---- | --- | ---- | ---- | ---- | ---- | ---- | --- | ---- | --- | --- | ---- | --- | ---- | ---- | ---- | ---- | ---- | --- | ---- | ---- | ---- | ---- | ---- | ---- |
| Bad                                              | 1310 | 736 | 1313 | 1712 | 1467 | 1798 | 1551 | -   | 1807 | 439 | 965 | 1087 | 878 | 1063 | 1555 | 1360 | 1575 | 1590 | 968 | 1290 | 1524 | 1347 | 1556 | 1647 | 1244 |

1. ↑  Een '-' betekent dat het nummer niet was genoteerd en een vetgedrukt getal geeft de hoogste notering aan.
2. ↑  2000 was het eerste jaar met een notering voor dit nummer.